# Cana (stolica tytularna)
Cana (łac. Diœcesis Canensis) – stolica historycznej diecezji w Cesarstwie Rzymskim (prowincja Likaonia), współcześnie w Turcji. Wzmianki o biskupach pochodzą z IV–V w., pierwszym wzmiankowanym biskupem był Eustratios, uczestnik I soboru konstantynopolitańskiego. W 1933 papież Pius XI zaliczył ją do katolickich diecezji tytularnych. Od 1970 nieobsadzona.

## Biskupi tytularni
| Lp. | Biskup                     | Od               | Do                |
| --- | -------------------------- | ---------------- | ----------------- |
| 1   | Gaetano Malchiodi          | 25 stycznia 1935 | 26 stycznia 1960  |
| 2   | Felicissimo Tinivella OFM  | 11 września 1961 | 18 września 1965  |
| 3   | Giacomo Giuseppe Beltritti | 21 września 1965 | 25 listopada 1970 |